# Cantone di Ébreuil
Il Cantone di Ébreuil era una divisione amministrativa dell'arrondissement di Montluçon.
A seguito della riforma approvata con decreto del 27 febbraio 2014, che ha avuto attuazione dopo le elezioni dipartimentali del 2015, è stato soppresso.

## Composizione
Comprendeva 14 comuni:
- Bellenaves
- Chirat-l'Église
- Chouvigny
- Coutansouze
- Ébreuil
- Échassières
- Lalizolle
- Louroux-de-Bouble
- Nades
- Naves
- Sussat
- Valignat
- Veauce
- Vicq